# Tyra Danebot
Tyra Danebot (danska Thyra Dannebod eller Thyra Danebod), död före 958, var drottning av Danmark och gift med Gorm den gamle. 

## Biografi
Hon finns omnämnd på båda Jellingestenarna. Den mindre Jellingestenen är rest till hennes minne av kung Gorm. Texten lyder i svensk översättning: "Konung Gorm gjorde dessa kummel efter Tyra, sin hustru, Danmarks bot." Hon prisas i sagorna mycket för sin klokhet och andra utmärkta egenskaper, varför hon fick tillnamnet Danebod, det vill säga "danskarnas prydnad".
Tyra nämns inte av Adam av Bremen. Det dröjer till slutet av 1100-talet innan hon dyker upp hos historikerna. Först hos Sven Aggesen i hans historieverk Brevis Historia Regum Dacie cirka 1185 och ungefär 15 år senare hos Saxo Grammaticus i hans verk Gesta Danorum. Tyra och Gorm nämns också av Snorre Sturlasson ungefär vid samma tid.
Enligt Snorre Sturlasson var Tyra dotter till Harald Klak och enligt Saxo Grammaticus var hon dotter till Æthelred av England, vilken senare historiker försökt identifiera med bland andra Æthelred av Wessex. Båda fäderna är osannolika. Harald Klak levde alldeles för tidigt för att komma ifråga och någon riktigt lämplig Æthelred vid aktuell tid har inte återfunnits.
Enligt både Sven Aggesen och Saxo ska Tyra ha grundat Danevirke, men arkeologiska undersökningar visar att Danevirke är betydligt äldre. Om hon bidragit i någon av de utbyggnader som skett under 900-talet är ovisst.

## Barn
1. Harald Blåtand
2. Gunhild Gormsdotter
3. Knut Gormsson, Knut Dana-Ast

Att Harald var son till Tyra och Gorm framgår av den stora Jellingestenen och bekräftas av historiker och norsk-isländska sagor. De två andra barnen nämns i de senare källorna.

## Eftermäle
Asteroiden 115 Thyra är uppkallad efter henne.